# Johann Moninger
Johann Moninger († 1584 in Kulmbach) war ein deutscher Poet, Historiker, Arzt, Apotheker und Archivar des Geheimen Archivs auf der Plassenburg in Kulmbach.

## Leben
Dr. med. Johann Moninger – gelegentlich auch Monninger geschrieben – war der Sohn des Kastners von Gunzenhausen, Hans Moninger, und Bruder des Rektors des Gymnasiums zu Ansbach Magister Martin Moninger. Er kam 1559 von Wittenberg nach Bayreuth als Stadtarzt. Wegen geringer Einnahmen erhielt er eine Pfründe am Gumbertusstift in Ansbach. Später arbeitete nach dem Wiederaufbau Kulmbachs nach dem Zweiten Markgrafenkrieg als Arzt und Apotheker in der Residenzstadt am Weißen Main. Er ist 1564 als Bewohner eines Hauses, das einem gewissen Sebastian Schneyer gehört, in der heutigen Bauergasse Nr. 5 an der südlichen Stadtmauer in Kulmbach genannt. Im Bürgerbuch der Stadt Kulmbach erscheint er 1572 und 1577 als Doctor der Arznei. Vor dem 16. April 1584 ist er gestorben.

## Archivar
1579 erhielt er von Markgraf Georg Friedrich von Brandenburg-Ansbach und Brandenburg-Kulmbach die Erlaubnis, das Archiv für Studien und genealogische Forschungen zur Familie der Hohenzollern zu benutzen. Für die wertvollen Archivbestände waren bereits ab 1567 eigene Räumlichkeiten im Westflügel der neuen Hochburg der Festung errichtet worden.
Ab 1581 stellte ihn der Markgraf als Archivar im Geheimen Archiv auf der Plassenburg an. Seine Entlohnung für die Neuordnung der Bestände betrug 100 Gulden rheinisch und dazu 2 Simra Getreide. Zur besseren Übersichtlichkeit und Erleichterung des Auffindens einzelner Archivalien ordnete Moninger bis 1583 „ungeheuer fleißig“ das gesamte Archiv nach einem Buchstaben-Zahlen-Signaturensystem, das von seinen Nachfolgern bis ins späte 18. Jahrhundert beibehalten wurde. Allein das Repertorium zu dem neu geordneten Archiv umfasste in der Reinschrift etwa 1200 Seiten. Dieser sogenannte Moninger-Index ist aufgrund der Zusammenfassungen heute verlorener Schriftstücke eine wichtige landesgeschichtliche Quelle im Staatsarchiv Bamberg.
Die Archivbestände dienten ihm als Quellen und Grundlage seiner Abstammungsgeschichte des Hauses Hohenzollern, an der er wohl bis zu seinem Tod arbeitete.

## Werke
- Genealogia des Hochberühmten Chur und Fürstlichen Haußes der Marggraffen zu Brandenburg und Burggraffen zu Nürnberg des uhralten gräfflichen Zollerischen Stammes. Erstlich Durch Herrn D. Johann Monningern, Medicum zu Culmbach mit Fleiß beschrieben. Überliefert in diversen Handschriften.[8] Gekürzter Abdruck der durch Wenzel Gurckfelder und Georg Keck erweiterten Fassung durch Christian Meyer in: Hohenzollerische Forschungen 3 (1894) (online).